# Joop den Uyl
Johannes Marten "Joop" den Uyl (Hilversum, 9 de agosto de 1919 — Amsterdã, 24 de dezembro de 1987) foi um político neerlandês membro do Partido do Trabalho, que atuou como primeiro-ministro dos Países Baixos entre 1973 e 1977.

## Biografia
Joop den Uyl nasceu numa família calvinista reformada. Estudou Economia na Universidade de Amsterdã e obteve seu doutorado em 1942. Até 1945 trabalhou como servidor público no Ministério da Economia e, após a Segunda Guerra Mundial, trabalhou em dois jornais que serviram na resistência à ocupação alemã, o Het Parool e o Vrij Nederland. Em 1953 a convite do governo dos Estados Unidos, passou alguns meses naquele país, e simpatizou com a experiência americana.
Em 1953 Den Uyl foi eleito para o concelho da cidade de Amsterdã, e em 1956 para o parlamento. Em 1963 ele se tornou secretário das finanças de Amsterdã e renunciou ao parlamento. Com as eleições de 1967 tornou-se líder do PvdA no parlamento.
Nas eleições de 1973 seu partido ganhou as eleições, e Den Uyl formou um gabinete com os democrata-cristãos e com o Partido Anti-Revolucionário. Logo teve que enfrentar um problema com o boicote do fornecimento de petróleo da OPEP ao país devido ao apoio neerlandês a Israel durante a Guerra do Yom-Kippur. A situação foi enfrentada com o racionamento dos combustíveis durante a semana e com a proibição de se dirigir aos domingos.
Nos quatro anos de seu governo, a situação econômica do país piorou, com o aumento do déficit público e da inflação, que quase atingiu 10% ao ano, além do aumento do desemprego e da piora da balança comercial, que se tornou negativa devido ao aumento do preço do petróleo.
Em 1977 Den Uyl e o ministro da Justiça Van Agt, do KVP, romperam. Nas eleições daquele ano, apesar do PvdA ter ganho por pequena maioria (33% dos votos) o KVP, agora na oposição, também teve boa votação, enquanto o outro partido da coalizão, o PPR, perdeu quase todas as cadeiras. Isto tornou impossível a Den Uyl formar novo gabinete. Mais de 200 dias após a eleição, um novo gabinete foi formado pelos democratas-cristãos em aliança com um novo partido que agrupou membros do antigo KVP e do ARP, além dos liberais.
Den Uyl foi líder da oposição entre 1977 e 1981, ano em que retornou ao governo como vice-primeiro-ministro. Em 1982 perdeu as eleições e se tornou líder da oposição. Após seu partido vencer as eleições de 1986, retirou-se da política, e foi sucedido na liderança do partido por Wim Kok. Morreu de um tumor cerebral na véspera do Natal de 1987.